# Megacyllene sahlbergi
Megacyllene sahlbergi är en skalbaggsart som först beskrevs av Aurivillius 1913.  Megacyllene sahlbergi ingår i släktet Megacyllene och familjen långhorningar. Inga underarter finns listade i Catalogue of Life.